# Chevrolet Van
La Chevrolet Van est un fourgon produit par Chevrolet de 1964 à 1996. Comme son nom l'indique, en réalité, van est un mot anglais qui signifie « fourgon », mais ce n'est pas lui le premier véhicule utilitaire passager du monde entier. Il est vendu aussi par GMC sous les noms de Handi-Van, Handi-Bus, Rally Wagon, Vandura.
En 1996, il est remplacé par le Chevrolet Express.

## Première génération (1964-1966)

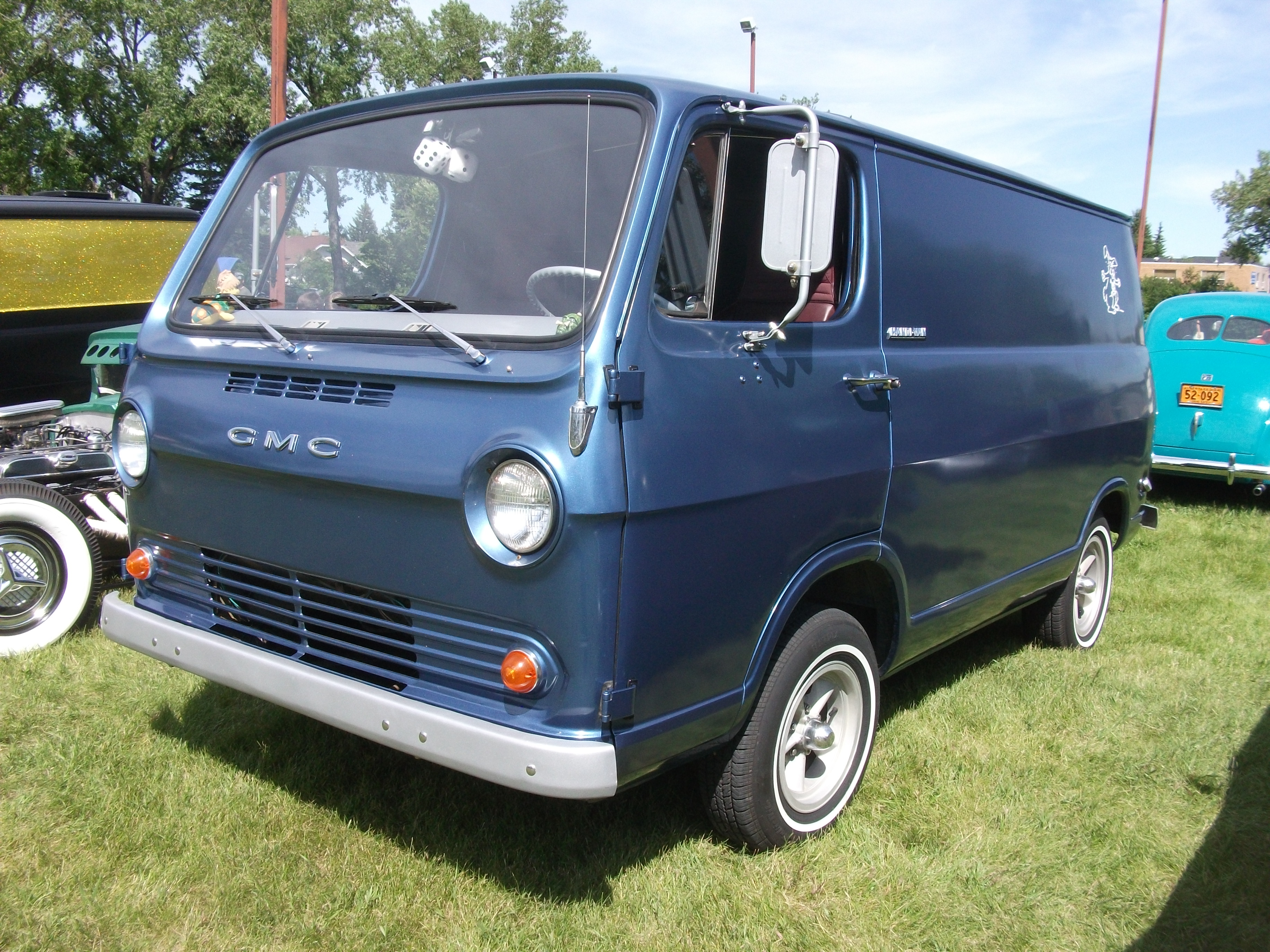
GMC Handi-Van

Le premier fourgon de General Motors était le fourgon Chevrolet Greenbrier basé sur la Chevrolet Corvair, ou Corvan introduit pour 1961, qui utilisait un moteur arrière flat-6 opposés avec refroidissement par air, inspiré du bus Volkswagen. La production du Chevrolet Greenbrier a pris fin au cours de l'année-modèle 1965.
Le Chevyvan de première génération fait référence aux premières années de production du G-10 d'une demi-tonne de 1964 à 1966. General Motors a vu un marché pour une fourgonnette compacte basée sur une plate-forme de voiture de tourisme modifiée pour concurrencer les Ford Econoline et Dodge A100 déjà couronnés de succès. Le Chevyvan de 1964 avait une conception de cabine avancée avec le moteur placé dans une « niche » entre et derrière les sièges avant. La mise en œuvre de la mise en place du conducteur au-dessus de l'essieu avant avec le moteur à proximité des roues avant est appelée au niveau international un véhicule à «cabine avancée». Les moteurs et les freins provenaient de la Chevy II, une voiture compacte plus conventionnelle que la Chevrolet Corvair. Ce modèle été également vendu par GMC sous le nom de « Handi-Van ». Les fourgonnettes de 1re génération n'étaient disponibles que dans un empattement court de 90 pouces et n'étaient vendues qu'avec le moteur standard 4-cylindres en ligne ou 6-cylindres en ligne Chevrolet 90 ch de 153 pouces cubes. Une 1re génération est rapidement identifiée par son pare-brise plat monobloc. Le premier Chevyvan de 1964 été initialement commercialisé et vendu comme fourgon à panneaux à des fins purement utilitaires. Des fenêtres étaient disponibles en option, mais étaient simplement coupées dans les côtés en usine. En 1965, Chevrolet a ajouté le Sportvan, qui présentait des fenêtres réellement intégrées dans la carrosserie. GMC commercialisé sa camionnette avec fenêtre sous le nom de « Handi-Bus ». La climatisation, la direction assistée et les freins assistés n'étaient pas disponibles dans les fourgons de 1re génération.

### Mises à jour

#### 1964
Le fourgon original à pare-brise plat « classique ». Le 4-cylindres de 90 ch (67 kW) 2,51 L était un équipement standard avec un moteur Chevrolet 6-cylindres en ligne de 120 ch (89 kW) 3,18 L en option. La construction simple et la conception carrée étaient idéales pour transporter économiquement du fret, des outils et de l'équipement en ville. Le modèle de base était le Chevyvan, disponible avec ou sans fenêtres et portes de chargement latérales. Même le chauffage et le siège du passager avant droit étaient en option. La transmission manuelle à trois vitesses Warner était standard avec changement sur la colonne. Une transmission automatique Powerglide à deux vitesses était disponible en option.

#### 1965
Pour 1965, la camionnette est restée pratiquement inchangée. Les ouvertures de la calandre ont été élargies et ont reçu une fente supplémentaire juste au-dessus du pare-chocs pour augmenter le refroidissement. Des ceintures de sécurité ont été ajoutées. La nouvelle passionnante pour l'année modèle 1965 a été l'introduction du Chevy Sportvan et du GMC Handi-Bus. Le Sportvan était une fourgonnette conviviale pour les passagers avec des fenêtres moulées dans la carrosserie de la fourgonnette. Une marche arrière rétractable de courtoisie pour les portes côté passager été utilisée sur le Sportvan. Le moteur 194 6-cylindres était désormais un équipement standard, avec un 6-cylindres de 140 ch (100 kW) de 3,8 L en option

#### 1966
Ce fut la dernière année du Chevrolet Van avec cabine avancée et pare-brise plat. Les changements pour 1966 comprennent l'ajout de feux de recul, les emblèmes Chevyvan latéraux ont été déplacés vers l'avant et sont maintenant montés sur les portes avant et l'emplacement des antennes a été déplacé du côté droit vers le côté gauche. Le modèle de base Sportvan avait désormais deux finitions supplémentaires disponibles: Sportvan Custom et Sportvan Deluxe. Ceux-ci comportaient des améliorations disponibles telles que des pare-chocs chromés, de la peinture bicolore, les sièges arrière, les panneaux intérieurs et le tableau de bord rembourré et un anneau de klaxon chromé.

## Deuxième génération (1967-1970)

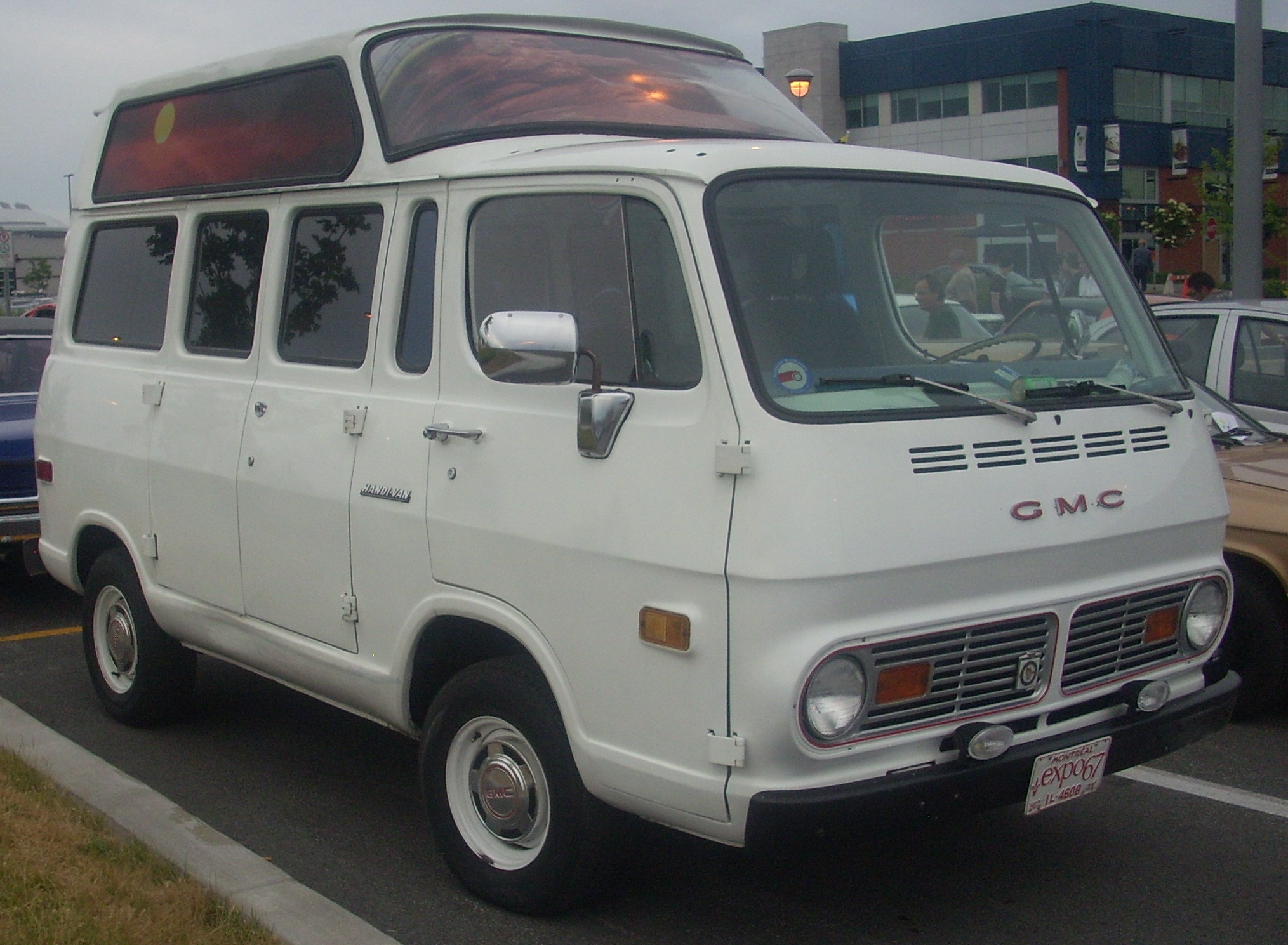
GMC Handi-Van II

En 1967, le Chevrolet Van a reçu un lifting majeur, notamment en déplaçant les phares vers une nouvelle calandre redessinée, des feux arrière rectangulaires plus grands et un pare-brise incurvé. La conception de cabine avancée a été conservée, mais la niche a été allongée, élargie et légèrement déplacée afin de pouvoir accueillir un moteur petit bloc Chevrolet en option. Le refroidissement du moteur a été amélioré avec l'ajout d'un radiateur à flux croisé plus grand en option et d'un avant redessiné qui comprenait un tunnel à profil bas permettant plus d'air frais au radiateur. Les fourgonnettes de 2e génération étaient disponibles en empattement de 90 pouces ou en empattement plus long de 108 pouces. La direction assistée et la climatisation « conventionnelle » (avec évents et commandes au tableau de bord) n'étaient jamais disponibles sur la fourgonnette de 2e génération.

### 1967
Le Chevrolet Van « de deuxième génération » a commencé avec le modèle de 1967, avec un tout nouveau look pour la camionnette et offrant pour la première fois un empattement plus long de 108" et une puissance V8 aux acheteurs. Les concepteurs de GM ont déplacé les phares vers une nouvelle calandre, ajouté des feux arrière rectangulaires plus longs et un pare-brise en verre arrondi. Les 2e génération de début 1967 était les seules à ne pas avoir de feux de position latéraux. La conception de cabine avancée a été conservée, mais la niche a été élargie et allongée afin de s'adapter au moteur V8 petit bloc Chevrolet en option. Le refroidissement du moteur a été amélioré avec une niche revisitée, l'ajout d'un radiateur à flux croisé plus grand en option et un tunnel de plancher avant redessiné offrant plus d'air frais au radiateur. Les fourgons G-10 de 2e génération étaient disponibles dans leur empattement court d'origine de 90 pouces (2 286 mm) ou dans le nouvel empattement long de 108 pouces (2 743 mm) et un modèle avec boulon de cosse de 5 sur 4 et 3/4". Une autre caractéristique en 1967 était la disponibilité d'un nouveau fourgon lourd G-20 de 3/4 tonnes. Le G-20 était doté d'une suspension plus lourde, d'un essieu arrière à 12 boulons et d'une capacité de transport accrue et un modèle avec boulon à 6 cosses. Le modèle G-20 n'était disponible que sur l'empattement long 108. Pour 1967, le 6-cylindres 230 de 3,8 L, 140 ch (100 kW) était désormais de série, avec le 6-cylindres 250 de 4,1 L, 155 ch (116 kW) ou le V8 à carburateur à deux corps 283 de 4,64 L, 175 ch. Les freins ont maintenant été mis à niveau vers un système divisé plus sûr, y compris un maître-cylindre à double réservoir.

### 1968
C'était la première année que les fourgonnettes Chevrolet avaient des feux de position latéraux, mandatés par les règlements du gouvernement fédéral. Les feux de position avant étaient situés vers l'avant au milieu des portes avant, tandis que les feux de position arrière étaient situés à environ un pied vers l'intérieur du bord arrière, juste en dessous du milieu vertical du fourgon.
Le moteur V8 en option a été mis à niveau, passant du V8 à deux corps 283 (175 ch) au V8 à deux corps 307 plus grand et plus puissant (200 ch à 4 600 tr/min, 406 N m de couple à 2 400 tr/min).
Une transmission à quatre vitesses (Borg-Warner T10) avec changement sur la colonne était désormais disponible en option, et des freins assistés (option # J70) étaient disponibles sur les fourgons G-20 de 3/4 tonnes.

### 1969
Pour l'année modèle 1969, la boîte automatique TH-350 Turbo-Hydramatic à trois vitesses était une option.
La climatisation « intégrée à la carrosserie » était offerte sur les modèles Sportvan. Ce n'était pas la configuration de climatisation typique avec des évents et des commandes au tableau de bord, mais plutôt une unité montée sur le toit avec un seul conduit de ventilateur qui avait des persiennes réglables pour diriger le flux d'air. L'unité de climatisation était indépendante du chauffage de la cabine. Il était actionné par un seul bouton sur le panneau de commande du toit qui allumait la climatisation et qui permettait au conducteur de sélectionner la vitesse du ventilateur. En l'absence de contrôle réel de la température, la vitesse du ventilateur était le seul moyen de s'adapter au niveau de confort souhaité.
À l'avant, le logo Chevrolet a changé de couleur du rouge au bleu cette année.

### 1970
1970 était la dernière année du style carré, des freins à tambour avant et de l'essieu avant à poutre en I. Le 6-cylindres en ligne CID 250 (155 ch à 4 200 tr/min) était désormais un équipement standard. En plus du V8 à deux corps 307, un moteur V8 à quatre corps 350 (255 ch à 4 600 tr/min, 481 N m de couple à 3 000 tr/min) était disponible en option pour la première fois en 1970. Il n'est pas clair si le moteur 350 était disponible, car il est référencé dans le manuel du propriétaire, mais non mentionné dans les brochures du concessionnaire. La transmission automatique trois vitesses et la transmission manuelle quatre vitesses avec changement sur la colonne sont toujours disponibles en tant qu'options de transmission.
La climatisation n'était peut-être pas disponible en 1970. Elle n'est pas répertoriée comme une option dans une brochure détaillée de 12 pages, et contrairement à 1969, elle n'est pas mentionnée dans le manuel du propriétaire.

## Troisième génération (1971-1996)
En 1971, le Chevy Van a subi une refonte majeure, avec le moteur en avant du conducteur, un devant court et un capot. Son homologue construit au Royaume-Uni, le Bedford CF (introduit en 1970), avait une conception et un aspect similaires, mais avec des spécifications différentes. La fourgonnette était construite avec un cadre solide et un plancher en acier plus épais. GM a également utilisé des moyeux et des freins plus solides de style camion avec une suspension avant indépendante à double bras en A. Le restylage majeur a suivi la conception de moteur à l'avant du Ford Econoline de 1968 concurrent. Les pièces de suspension et de direction provenaient du Chevrolet C / K. GMC commercialisait désormais ses camionnettes sous le nom VanDura, tandis que les camionnettes Chevrolet équivalentes recevaient désormais la désignation « G » (G10, G20 et G30).
Pour l'année modèle 1996, les fourgonnettes Chevrolet et GMC ont été remplacées par les Chevrolet Express et GMC Savana de nouvelle génération au style plus aérodynamique. Ces fourgonnettes étaient construites sur un châssis de camion plus solide que la construction monocoque de la génération précédente. Une porte latérale gauche a été mise à disposition pour le marché des fourgonnettes.

### Moteurs
La fourgonnette GM de troisième génération a été équipée d'une variété de moteurs au cours de sa durée de vie. Un 6-cylindres en ligne 250 de 4,1 L était le moteur de base, remplacé par le V6 de 4,3 L en 1985. Le 4.3L utilisait initialement un carburateur à quatre corps ; cela a été mis à jour pour l'injection de carburant TBI en 1987. Les moteurs V8 de 5,0 L et 5,7 L à petit bloc étaient les moteurs principaux, ils ont également été mis à jour pour l'injection de carburant en 1987. Un V8 de 7,4 L (230–255 ch (172–190 kW), 522 N m à 3 600 tr/min) a été ajouté en 1990, exclusif au G30. Les choix de transmission étaient une manuelle à trois vitesses, une automatique à trois vitesses, une manuelle à quatre vitesses ou une automatique à quatre vitesses, selon l'année de modèle. Chevrolet a également offert, en 1982–1995, le moteur V8 Detroit diesel.

### Mises à jour

#### 1971
La toute nouvelle carrosserie a été introduite cette année, qui s'est poursuivie jusqu'à la fin de l'année modèle 1995. Le Vandura et son frère le Chevrolet Van ont remplacé le modèle à avant plat antérieur. Les GMC ont été introduits en avril 1970 ; les composants intérieurs tels que la colonne de direction et le volant proviennent des pick-ups Chevrolet C / K. Les fourgonnettes à empattement court mesuraient 110 pouces (2 794 mm), tandis que l'empattement long était de 125 pouces (3 175 mm). Des boîtiers transparents pour les clignotants étaient utilisés sur les premiers modèles, ainsi que des ornements de calandre bleus sur les modèles Chevrolet.

#### 1973
Pour 1973, le tableau de bord a été repensé, les badges du volant et des ailes latérales sont devenus similaires à ceux utilisés sur les nouveaux pick-up de 1973 et le logo Chevrolet de la calandre est passé du bleu au jaune. Au cours des années 1973-77 du Chevrolet Van, il était possible de commander la camionnette personnalisée de ses rêves, complète avec tapis à poils longs et échappement latéral depuis le confort du concessionnaire Chevrolet, par le biais d'une société appelée « Van-Tastic » appartenant à Hop Cap Inc., à Brême, Indiana. Au cours de la même période, GMC a proposé des versions en coupe appelées MagnaVan, tandis que Chevrolet proposé une version similaire appelée « Hi-Cube Van ». En 1975, la série des Chevrolet G20 avait une finition de camping-cars de classe B Surveyor offerte par Futura. Le Surveyor était équipé d'une salle de bain, d'un réfrigérateur, d'une cuisinière / four, d'un évier chaud / froid et d'un couchage pour quatre personnes. Le Surveyor est presque identique à la gamme d'autocars de classe B Open Road proposés par Chevrolet, mais les chiffres de production sont nettement inférieurs.

#### 1978
La tôle avant a été mise à jour. Les changements incluent une nouvelle calandre intégrée en plastique avec des clignotants intégrés (ensemble de calandre provenant du pick-up C / K), différentes ailes, des phares ronds sur les modèles bas de gamme et des phares carrés sur les modèles haut de gamme. Le tableau de bord a été repensé et restera pratiquement inchangé jusqu'à la fin de la production en 1995. Les pare-chocs avant et arrière ont été agrandis. La calandre chromée nécessite des phares carrés.

#### 1980-1983
Tous les fourgons de 1980 ont reçu de nouveaux rétroviseurs sur les portes conducteur et passager. Certains modèles ont un contrôle électronique des étincelles.
Chevrolet propose des finitions Bonaventure pour 1981 et 82 avec des pare-chocs chromés, des feux de position latéraux chromés et des garnitures autour des feux arrière. En outre, ce sont les seuls fourgons G-Series qui avaient une calandre chromée et des phares ronds d'usine. Toute autre camionnette G de 1978 à 1982 avec calandre chromée nécessitait l'option phares rectangulaires. Pour 1982, la colonne de direction verrouillable a été introduite ; le contacteur d'allumage, le gradateur et le contacteur d'essuie-glace ont été replacés sur la colonne de direction. Après 1982, les boîtes manuelles à trois vitesses seraient déplacées sur le plancher et les modèles de base n'auront plus de phares ronds, ce qui rendrait les fourgonnettes G de 1982 avec transmission manuelle rares et à collectionner, car 1982 était la seule année modèle avec une transmission manuelle à changement sur la colonne et un contact d'allumage sur la colonne de direction. En outre, 1982 a été la seule année avec une vitre arrière en option sur un seul côté.
Le moteur diesel de 6,2 litres était d'abord disponible et quatre phares, empilés par paires, ont été introduits, ainsi qu'une calandre révisée. Les modèles de base ont continué avec deux phares. Tous les modèles de fourgonnettes avaient maintenant des phares rectangulaires. À partir de cette année modèle, la direction inclinable était disponible avec la transmission manuelle, car la colonne de direction a été retordue pour être similaire aux pick-ups C / K et tous les leviers de transmission manuelle sont maintenant au sol. De nouveaux volants ont également été introduits pour être similaires au Monte Carlo / Malibu. La surmultiplication automatique a été introduite. La transmission manuelle 117M à quatre vitesses a été introduite. Cette version a été rendue célèbre par la série télévisée américaine L'Agence tous risques.

#### 1984-1989
De nouvelles portes latérales pivotantes ont été introduites pour accompagner la porte latérale coulissante standard. Les portes étaient divisées en 60/40. C'était la dernière année pour les options de feux de position latéraux chromés et des garnitures chromées autour des feux arrière. Pour 1985, le feu arrière et les lentilles latérales ont été repensés. Nouveau traitement de calandre similaire aux pick-ups. Les portes avant ont été repensées avec une ligne de carrosserie surélevée. Pour 1986 et 1987, la plupart des moteurs étaient à injection de carburant et un V6 de 4,3 L a remplacé l'ancien 6-cylindres en ligne de 4,1 L de 115 ch. Un moteur diesel de 6,2 L était disponible en 165 ch. Un moteur V8 à carburateur de 5,7 L et 152 ch (option LE9) était également disponible dans la version des 49 États, avec injection de carburant uniquement pour les véhicules californiens. En 1989, un moteur TBI 454 a été introduit sur le G30.

#### 1990
Contrairement aux fourgonnettes Dodge Ram Wagon et Ford Econoline, qui avaient une extension de caisse soudée, un empattement allongé de 3 708 mm a été introduit (environ la même longueur qu'un camion à cabine multiplace Chevrolet / GMC). Cela a été fait pour accueillir une banquette supplémentaire, donnant enfin à GM une fourgonnette à quinze places. GM a été le dernier constructeur automobile américain à produire un tel fourgon, Dodge présentant le genre en 1971 et Ford le rejoignant en 1978.

#### 1992-1995
En 1992, il y a eu un lifting utilisant la calandre avant des anciens camping-cars, pick-ups et SUV de la série Chevrolet / GMC (Blazer, Suburban, Crew Cab / Dually), qui avait été retiré de la production en 1991. Les modèles G30 sont équipés de série de la transmission 4L80E. La transmission automatique 4L80E / 4L60E a été introduite, remplaçant la TH400 / TH700R4. Le verrouillage de changement de frein est devenu une caractéristique standard, nouveau pour 1993, qui exigeait que la pédale de frein soit enfoncée pour passer en mode stationnement. Un système de freinage antiblocage aux quatre roues était également une nouveauté standard en 1993. Pour 1994, un coussin gonflable côté conducteur et un feu stop central surélevé été fabriqués de série, ainsi que du réfrigérant sans CFC dans les modèles équipés de la climatisation. Pour 1995, une nouvelle conception de nez plus long et de quatre phares a été introduite (similaire au C / K de la même époque), qui est devenue une conversion pour autobus scolaire très populaire. Le moteur a également été revu, avec le V6 de 4,3 L, désormais étiqueté « Vortec ». Les tailles de moteur sont restées à peu près les mêmes (4,3 L, 5,7 L, 7,4 L et un diesel à aspiration normale de 6,5 L). Plusieurs versions de la camionnette étaient disponibles à l'achat selon les besoins de l'acheteur. La finition de base était essentiellement un modèle dépouillé, sans fioritures, avec un intérieur très limité et sans sièges arrière. Le Sportvan avait toutes les caractéristiques d'un fourgon de conversion complet, mais manquait de sièges arrière et d'une extension de toit en fibre de verre. Enfin, les modèles Conversion été expédiés d'usine, pour que les améliorations intérieures et extérieures soient ajoutées par des sociétés tierces telles que Mark III, Tiara, Coach, Starcraft.

## Véhicules conceptuels
En 1966, General Motors a développé le concept car Electrovan, basé sur le GMC Handi-Van. Le véhicule utilisait une pile à combustible cryogénique Union Carbide pour alimenter un moteur électrique de 115 chevaux. Il n'est jamais entré en production en raison de problèmes de coûts et de problèmes de sécurité.